# Kungariket Burundi
Kungariket Burundi (Franska: Royaume du Burundi), även kallad Kungariket Urundi (Ubwami bw'Urundi), var en bantumonarki i nuvarande republiken Burundi. Ganwamonarkerna, med titeln mwami, regerade över både hutu och tutsi. Riket bildades någon gång under 1500-talet, men det är historiskt bekräftat först med dess första bekräftade monark, vars regeringstid börjar 1680, och därför räknas rikets start från 1680. Kungariket tilläts existera både av den tyska och den belgiska kolonialmakten. Det var en självständig modern stat 1962-1966, innan det inkorporerades i Burundi 1966.

## Regentlista
- Ntare III Rushatsi: 1680–1709
- Mwezi III Ndagushimiye: 1709–1739
- Mutaga III Senyamwiza Mutamo: 1739–1767
- Mwambutsa III Serushambo Butama: 1767–1796 (även känd som Mwambutsa III Mbariza)
- Ntare IV Rutaganzwa Rugamba: 1796–1850
- Mwezi IV Gisabo: 1850-1908
- Mutaga IV Mbikije: 1908- 1915
- Mwambutsa IV Bangiriceng: 1915-1966
- Ntare V Ndizeye: 1966